# Девица, Лигита
Ли́гита Де́вица (латыш. Ligita Dēvica; род. 20 декабря 1940, Лиепая) — советская и латвийская актриса театра и кино. Заслуженная актриса Латвийской ССР (1986).

## Биография
Родилась 20 декабря 1940 года в Лиепае, в семье офицера Латвийской армии.
Окончила Лиепайскую пятую среднюю школу (1959), режиссёрский факультет Рижского техникума работников культуры и образования (1961). Начала карьеру актрисы в Драматическом театре-студии Балтийского флота и затем перешла в Валмиерский драматический театр (1963). Поступила на театральный факультет Латвийской государственной консерватории им. Я. Витола, который закончила в 1970 году. Снималась на Рижской киностудии.

## Признание и награды
- Кавалер ордена Трёх звёзд (2010)[2].
- Заслуженная актриса Латвийской ССР (1986).

## Фильмография
- 1964 — До осени далеко — Вия
- 1965 — Клятва Гиппократа — сокурсница Иманта
- 1976 — Эта опасная дверь на балкон — Марга
- 1978 — За стеклянной дверью — мать Гунара